# Kasuga (1868)
El Kasuga Maru (春日丸?) ("luz de primavera") fue un vapor de ruedas militar del Bakumatsu y principios del período Meiji que prestó servicio en la armada del dominio de Satsuma y, posteriormente, en la Armada Imperial Japonesa.

## La Guerra Boshin
El Kasuga Maru fue construido en 1860 en Gran Bretaña por los astilleros J. Samuel White en Cowes, isla de Wight, con el nombre de Kiangsu (por Jiangsu, en China) como un carguero armado. Mientras permanecía en Nagasaki, el Kiangsu fue adquirido por Matsukata Masayoshi, un prominente samurái de Satsuma, el 3 de noviembre de 1867 por 160 000 ryō (unos 250 000 dólares al cambio de la época) y fue rebautizado como Kasuga Maru. Pudiendo desarrollar una velocidad de 17 nudos (31 km/h), y armado con seis cañones, era más rápido que cualquier otro buque de la armada del shogunato Tokugawa, y Matsutaka proyectó convertirlo en un buque de guerra. Sin embargo, los miembros con más autoridad del clan Shimazu rechazaron la propuesta, alarmados por el alto coste, que cuadruplicaba el presupuesto al que había sido autorizado Matsutaka. Éste, indignado, renunció al mando del buque que acababa de adquirir, el cual, paradójicamente, fue convertido en buque de guerra solo unos meses más tarde y puesto a las órdenes de su asistente, Akatsuka Genroku.
El Kasuga Maru llegó a la bahía de Hyōgo en enero de 1868, donde fue bloqueado por tres buques de la armada Tokugawa: el Kaiyō Maru, el Banryū Maru y el Shōkaku Maru. Tōgō Heihachirō, futuro almirante de la Armada Imperial se incorporó al buque el 3 de enero como oficial de 3ª clase y artillero. Esa misma noche, el Kasuga Maru se evadió de la bahía de Hyōgo con otros tres barcos. Fue avistado por el Kaiyō Maru, que lo persiguió hasta el estrecho de Awa. Ambos buques intercambiaron disparos a una distancia de entre 1200 y 2500 metros sin conseguir acertarse. Este combate recibió el nombre de batalla de Awa, y fue la segunda batalla entre flotas modernas de la historia de Japón. Tras la batalla, el Kasuga Maru volvió a Kagoshima.

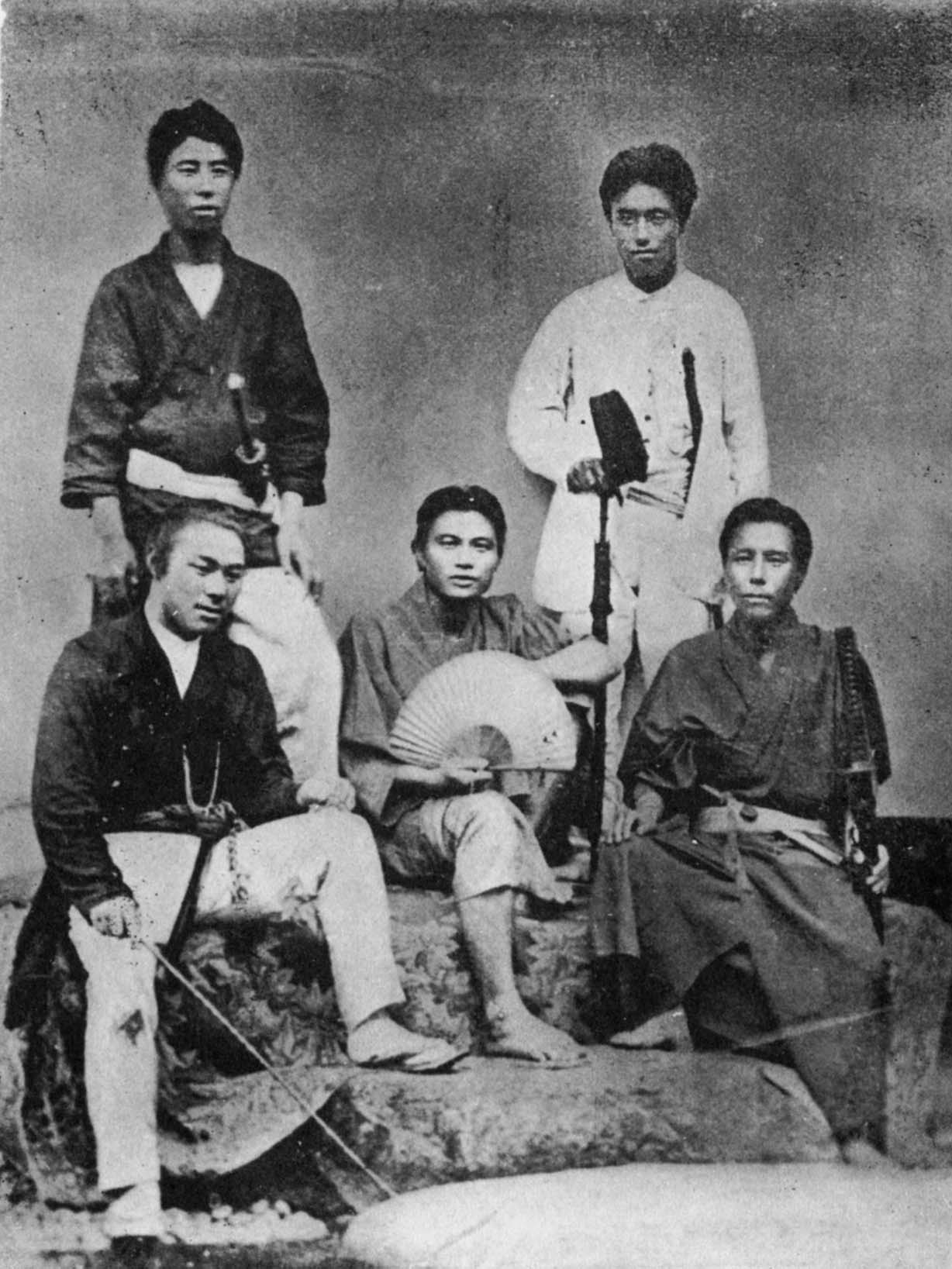
Oficiales del Kasuga en agosto de 1869. En la parte superior derecha, vestido de blanco, se encuentra el oficial de 3ª clase Tōgō Heihachirō.

En marzo de 1869, el Kasuga Maru participó en la expedición contra los últimos partidarios de los Tokugawa en Hokkaidō, donde habían proclamado la república de Ezo con la ayuda de algunos consejeros militares franceses, como Jules Brunet. Mientras estaba fondeada en la bahía de Miyako, la flota sufrió un ataque por sorpresa del Kaiten. El Kaiten atacó al modernísimo buque acorazado Kōtetsu, pero el ataque fue rechazado por fuego de ametralladora del Kōtetsu. El Kasuga Maru respondió con fuego de cañón. Este encuentro fue conocido como la batalla naval de la bahía de Miyako. En mayo de 1869, el Kasuga Maru participó en la batalla naval de Hakodate, y siguió activo hasta la rendición de las últimas tropas de la república de Ezo.

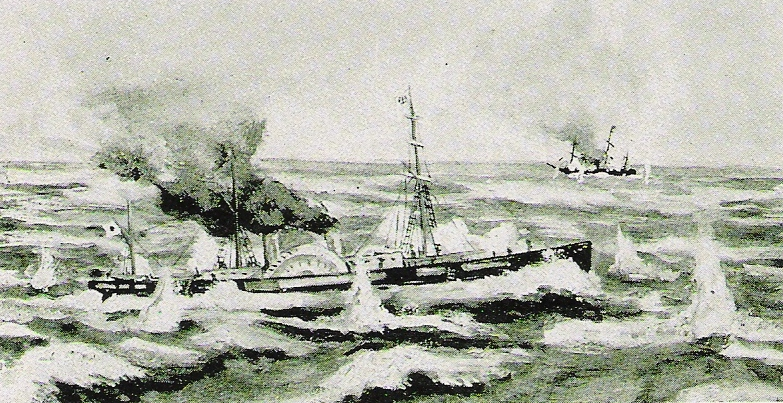
Combate entre el Kasuga Maru de la armada de Satsuma (primer plano), y el Kaiyō Maru de la armada del shogunato Tokugawa (al fondo), durante la batalla de Awa.

## Armada Imperial Japonesa
En abril de 1870, el Kasuga Maru fue transferido del dominio de Satsuma al gobierno Meiji y asignado a la recién creada Armada Imperial Japonesa, siendo rebautizado como Kasuga. En 1872, durante las negociaciones con Corea para conseguir el reconocimiento diplomático de la dinastía Joseon, transportó, al mando de Itō Toshiyoshi, a los delegados japoneses a dicho país. El fracaso de dicha misión fue uno de los factores subyacentes en el posterior incidente en la isla de Ganghwa en 1875, durante el cual el Kasuga fue encargado de bloquear el puerto de Busan.
En 1874, al mando de Inoue Yoshika, tomó parte en la expedición a Formosa.
En 1877, junto con la corbeta Seiki, fue destinado a Kagoshima.
El Kasuga fue desmovilizado en 1894 y asignado a la escuadra de minadores de Tsushima. Fue vendido como chatarra en 1902.